# Русинофильство
Русинофильство - общественное, политическое и литературное движение в среде подкарпатских русинов. Представители этого движения стремились сохранять и развивать язык, литературу и культурные особенности, а также отстаивать социальные и политические права русинского народа. Современные представители направления остаются на этих же позициях.
В большинстве случаев их деятельность проходит, как и в прошлом, в неблагоприятной и враждебной среде.
Воспитанные и образованные в разной культурной языковой среде тем не менее исповедовали и старались осуществить полноценную реализацию культурно-политического существования русинского народа.
Русинскую культурно-политическую самобытность пытались реализовать в реальных политических условиях режима того времени, зачастую входя в ситуативные союзы с австрийским, венгерским, чешским, словацким, польским, румынским и российским влиянием на территории Подкарпатской Руси, при этом не изменяя конечной цели.

## Наиболее известные русинофилы
Александр Духнович, Александр Павлович, Адольф Добрянский, Александр Митрак, Иван Сильвай, Иван Раковский, Евгений Фенцик, Иоанн Дулишкович, Ю. Ставровский-Попрадов, Иван Орлай, Андрей Бачинский, Михаил Балудянский, Юрий Венелин, Евгений Недзельский, Иосиф Каминский, Павел Федор, Федор Аристов, Юлий Гаджега, Алексей Петров, Евмений Сабов, Георгий Жаткович, Андрей Бродий, Степан Фенцик.

## См. Также
Русинофобия